# Classe dos Heróis Fracos
Weak Hero (hangul: 약한영웅) (bra: Classe dos Heróis Fracos; prt: Um Fraco Herói) é uma série de televisão sul-coreana de 2022, escrita e dirigida por Yoo Soo-min, com Kim Jin-seok e Park Dan-hee, estrelada por Park Ji-hoon. É baseada no webtoon Weak Hero, de Seopass e Kim Jin-seok (Razen), publicado no site Naver em 2018. Os três primeiros episódios estrearam no 27º Festival Internacional de Cinema de Busan, realizado entre os dias 5 e 14 de outubro de 2022. A primeira temporada foi lançada na plataforma Wavve em 18 de novembro de 2022. A segunda temporada estreou na Netflix em 25 de abril de 2025.

## Premissa
Yeon Si-eun está entre os 1% melhores alunos da sua turma e não se interessa por nada além dos estudos. Apesar de ser fisicamente frágil, ele não se intimida com os valentões da sua sala de aula, liderados por Jeon Yeong-bin. Usando sua agilidade mental, conhecimentos em várias matérias e os objetos ao seu redor, Si-eun consegue se proteger das agressões cada vez mais violentas. Mas quando se vê em perigo real, ele recebe a ajuda de Ahn Su-ho, o lutador mais forte da classe, e de Oh Beom-seok, o filho atormentado de um deputado. Os três acabam se tornando amigos enquanto tentam sobreviver a uma vida escolar marcada pela violência, e descobrem, juntos, o que realmente significa ser forte.

## Elenco e personagens

### Principais
- Park Ji-hoon como Yeon Si-eun[5]
  - Jang Jae-ha como Yeon Si-eun (criança)

Um aluno exemplar, entre os melhores da turma, e um solitário por escolha, interessado apenas nos estudos. Por ser fisicamente fraco, ele se protege com sua habilidade analítica, conhecimento de física e percepção aguçada do ambiente ao seu redor. Tem um rosto bonito, mas está sempre com uma expressão apática. É meticuloso e geralmente quieto, mas seu jeito direto e seco de falar pode incomodar algumas pessoas. Quando o principal valentão da sala passa a persegui-lo por inveja, ele não se intimida e acaba se envolvendo em uma espiral de violência crescente. Nesse caminho, recebe ajuda inesperada de Su-ho e Beom-seok, que se tornam seus aliados e melhores amigos.
- Choi Hyun-wook como Ahn Su-ho[5]

Um espírito livre e o lutador mais forte da sua turma. Não liga muito para a escola e só aparece todos os dias por causa de uma promessa que fez à avó: se formar com 100% de presença. À noite, trabalha como entregador no restaurante da família, por isso costuma dormir durante as aulas. Já chegou a treinar para ser lutador de MMA. É leal e gentil, mas tem um temperamento explosivo e costuma resolver conflitos com os punhos. Depois que Beom-seok o convence a ajudar Si-eun, os três acabam se tornando grandes amigos.
- Hong Kyung como Oh Beom-seok[7][5]

Um garoto frágil e tímido que deseja ser forte como as pessoas ao seu redor. Foi atormentado sem trégua por valentões em sua antiga escola, o que o levou a se transferir. É filho adotivo de um deputado rico, mas vive uma relação conturbada em casa, marcada por abusos físicos e emocionais do pai adotivo. Inicialmente, cede à intimidação de Yeong-bin e ajuda a perseguir Si-eun, mas depois, tomado pela culpa, decide ajudá-lo e convence Su-ho a se juntar a eles. Embora os três se tornem amigos e aliados, o complexo de inferioridade de Beom-seok ameaça destruir esse laço.
- Ryeoun como Park Hu-min (Baku) (2ª temporada)[8][9]

Apelidado de Baku, Hu-min é conhecido por sua força e senso de justiça. Torna-se um dos principais aliados de Si-eun na luta contra a violência escolar.
- Choi Min-young como Seo Jun-tae (2ª temporada)[8][9]

Aluno da Eunjang que era frequentemente alvo de bullying, mas se inspirou em Si-eun para revidar e, com o tempo, se torna um dos aliados de Si-eun na escola.
- Lee Min-jae como Go Hyun-tak (Gotak) (2ª temporada)[8][9]

Apelidado de Gotak, é um amigo leal de Hu-min. Hyun-tak é conhecido por sua força física e coragem, e apoia Si-eun em várias batalhas contra os valentões da escola.
- Yoo Su-bin como Choi Hyo-man[8][9][10]

Líder da turma 1-3 na Eunjang High School e chefe dos estudantes delinquentes da escola.
- Bae Na-ra como Na Baek-jin (2ª temporada)[8][9]

Um aluno exemplar da Yeoil High School, conhecido por sua inteligência e boas habilidades de luta. É o líder da Union.
- Lee Jun-young como Geum Seong-je (2ª temporada)[8][9]

Aluno da Kanghak High School, Seong-je é conhecido por sua brutalidade e lealdade à gangue. Sua presença intensifica os conflitos enfrentados por Si-eun e, aparentemente, é o braço direito de Baek-jin.

### Recorrentes

#### Classe 1
- Lee Yeon como Yeong-i,[11] uma fugitiva corajosa que se envolveu com uma gangue perigosa de delinquentes. É ousada e não tem vergonha na cara perto dos homens, às vezes até brinca sobre namorar Si-eun. Depois que a gangue dela se dissolve, ela fica um tempo com Su-ho e começa a trabalhar meio período em um restaurante. À medida que se aproxima mais de Si-eun e Su-ho, acaba virando alvo das emoções turbulentas de Beom-seok.
- Shin Seung-ho como Jeon Seok-dae,[11] líder de um grupo de delinquentes, ele se envolve com Si-eun e seus amigos quando seu primo Yeong-bin pede ajuda para se vingar de Si-eun. Apesar da aparência indiferente, ele se importa profundamente com os amigos, especialmente com Yeong-i e com Sung-chan, o membro mais jovem da gangue.
- Kim Su-gyeom como Jeon Yeong-bin,[12] um valentão sádico que persegue Si-eun depois que ele fica em segundo lugar atrás dele numa competição de matemática. Quando Si-eun não demonstra se abalar com suas ameaças constantes, Yeong-bin passa a usar métodos cada vez mais perigosos e imprudentes para intimidá-lo. Após perder a primeira luta contra Si-eun, ele envolve seu primo Seok-dae, membro de uma gangue, na disputa, desencadeando um efeito dominó de violência crescente.
- Cha Woo-min como Kang Woo-young,[13] um jovem lutador de MMA que guarda rancor de Su-ho após perder uma luta contra ele no ensino médio.
- Na Cheol como Kim Gil-soo,[13] implacável líder de um grupo de delinquentes fugitivos que extorque dinheiro de adolescentes usando um aplicativo de apostas manipulado.
- Gong Hyun-joo como mãe de Si-eun,[14] professora de matemática que passa pouco tempo com o filho por causa da rotina corrida. Si-eun frequentemente acaba dormindo durante suas aulas on-line.
- Kim Sung-kyun como Gyu-jin,[13] pai de Si-eun e treinador nacional de judô. Assim como a mãe de Si-eun, ele quase não passa tempo com o filho por causa do trabalho e das constantes viagens a trabalho, e não sabe o que o filho está fazendo.
- Jo Han-chul como Oh Jin-won,[13] pai adotivo de Beom-seok. Um deputado rico, mas cruel e orgulhoso.
- Yeon Jeong-hoon como Lee Jeong-chan,[13] um dos capangas de Yeong-bin
- Hwang Seong-bin como Han Tae-hoon,[13] um dos capangas de Yeong-bin
- Yeom Ji-young como professora titular da turma
- Shin Jun-chul como professor de literatura coreana
- Kim Hyun como diretor da Byeoksan High School
- Oh Dong-min como Assistente Park, auxiliar de Oh Jin-won
- Jo Young-geun como secretário de Oh Jin-won
- Lee Jae-hak como membro da gangue
- Jeon Kang-ho como membro da gangue

#### Classe 2
- Yoon Jong-bin como Do Seong-mok, membro da Associação
- Lee Myeong-ro como Baek Dong-ha, membro da Associação
- Son Bo-seung como Seoknam Gorilla
- Membro que Baek-jin identifica pessoalmente como um potencial integrante da Associação

### Participações especiais

#### Classe 1
- Cha Sung-je como Sung-chan, um garoto que Jeon Seok-dae vê como um irmão mais novo
- Jo Ah-young como amiga de Jeon Yeong-bin (ep. 1)
- Jang Dae-woong como Kim Won-seok (eps. 2–3)
- Kang Jun-young como policial (ep. 3)
- Kim Tae-joon como policial (ep. 4)
- Kim Hyun como diretor da escola (ep. 8)[15]
- Byun Jung-hee como avó de Ahn Su-ho (ep. 8)

#### Classe 2
- Jo Jung-suk como Choi Chang-hee, um gângster renomado que administra uma pista de boliche e está envolvido em roubos e vendas de motocicletas. É o chefe de Baek-jin e o recruta para ajudar a lavar o dinheiro obtido com essas atividades.
- Jeon Bae-soo como Park Jin-chul, pai de Hu-min e dono de um restaurante de frango frito.

## Episódios

### Resumo
| Temporada | Temporada | Episódios | Episódios | Originalmente exibido  | Originalmente exibido  |
| Temporada | Temporada | Episódios | Episódios | Estreia da temporada   | Final da temporada     |
| --------- | --------- | --------- | --------- | ---------------------- | ---------------------- |
|           | 1         | 8         | 8         | 18 de novembro de 2022 | 18 de novembro de 2022 |
|           | 2         | 8         | 8         | 25 de abril de 2025    | 25 de abril de 2025    |

### Classe 1 (2022)
| N.º na série | N.º na temp. | Título                        | Exibição original      |
| --- | ------------ | ----------------------------- | ---------------------- |
| 1 | 1            | "Episode 1" "Episódio 1" (BR) | 18 de novembro de 2022 |
| Yeon Si-eun está completamente focado nos estudos e demonstra pouco interesse por qualquer coisa — ou pessoa — fora desse universo. Quando o valentão da turma, Jeon Yeong-bin, tenta provocá-lo, Si-eun mantém a calma e não se abala. Com suas ameaças sendo ignoradas, Yeong-bin começa a ir cada vez mais longe na tentativa de quebrar a postura inabalável de Si-eun. |              |                               |                        |
| 2 | 2            | "Episode 2" "Episódio 2" (BR) | 18 de novembro de 2022 |
| Depois de vencer uma luta contra Yeong-bin, Si-eun conquista uma reputação temida entre os colegas de classe. No entanto, isso não é o suficiente para impedir Yeong-bin cada vez mais furioso de planejar seu próximo ataque. Arrependido, Oh Beom-seok reúne coragem para assumir a responsabilidade por suas ações e ajudar Si-eun. |              |                               |                        |
| 3 | 3            | "Episode 3" "Episódio 3" (BR) | 18 de novembro de 2022 |
| Quando Gil-soo descobre que seus comparsas foram espancados, fica furioso e exige conhecer os responsáveis. Então, Yeong-bin engana Si-eun, Beom-seok e Su-ho, levando os três até Gil-soo. Lá, Gil-soo quebra o braço de Jeon Seok-dae e ameaça o trio, exigindo 15 milhões de wons em três dias como compensação pelo ferimento, caso contrário, matará eles e suas famílias. Desesperado, Si-eun recorre à fugitiva Yeong-i em busca de conselhos e, com as informações que consegue reunir, elabora um plano para enfrentar Gil-soo. |              |                               |                        |
| 4 | 4            | "Episode 4" "Episódio 4" (BR) | 18 de novembro de 2022 |
| O plano contra Gil-soo falha, e Si-eun encontra o sangue de Su-ho no chão da casa da gangue. Ele liga para Yeong-i pedindo ajuda, e ela vai até Gil-soo acompanhada de Seok-dae, enquanto Si-eun os segue à distância usando um aplicativo de rastreamento por GPS. Enquanto isso, Su-ho e Beom-seok são amarrados pela gangue de Gil-soo. |              |                               |                        |
| 5 | 5            | "Episode 5" "Episódio 5" (BR) | 18 de novembro de 2022 |
| Enquanto se diverte com os amigos em uma sala de karaokê, Beom-seok reencontra os valentões da sua antiga escola. Su-ho os obriga a pedir desculpas, mas Beom-seok interpreta o gesto como um ato de pena. Ele não gosta da forma como Su-ho o protege e começa a sentir que está sendo diminuído. Si-eun passa a se preocupar com Beom-seok, que fica cada vez mais introspectivo e demonstra sinais de instabilidade emocional. |              |                               |                        |
| 6 | 6            | "Episode 6" "Episódio 6" (BR) | 18 de novembro de 2022 |
| Beom-seok faz amizade com Jeong-chan e Tae-hoon, passa a frequentar bares com eles e acaba se tornando um valentão também. Si-eun acredita que Jeong-chan e Tae-hoon estão se aproveitando dele por causa de seu dinheiro, e que Beom-seok só está agindo assim por se sentir solitário e inseguro. Ele quer ajudá-lo, mas Su-ho acha que já fez o suficiente. A tensão entre Beom-seok e Su-ho vai aumentando até que, no aniversário de Su-ho, Beom-seok paga o lutador de UFC Woo-young para espancá-lo. |              |                               |                        |
| 7 | 7            | "Episode 7" "Episódio 7" (BR) | 18 de novembro de 2022 |
| Si-eun e Yeong-i organizam a festa de aniversário de Su-ho, quando Yeong-i recebe uma mensagem de Beom-seok dizendo que precisa da ajuda dela para se desculpar com Su-ho. No entanto, tudo não passa de uma armadilha: Beom-seok sequestra Yeong-i e envia uma foto dela para atrair Su-ho. Quem vê a mensagem, porém, é Si-eun, que vai sozinho resgatá-la e acaba gravemente ferido, mas esconde tudo de Su-ho para protegê-lo e também para poupar Beom-seok. Quando Su-ho finalmente descobre a verdade, ele confronta Beom-seok e seus novos amigos. Em resposta, Beom-seok paga novamente Woo-young para espancar Su-ho, que acaba entrando em coma. |              |                               |                        |
| 8 | 8            | "Episode 8" "Episódio 8" (BR) | 18 de novembro de 2022 |
| Si-eun e Yeong-i ficam ansiosos ao não conseguirem contato com Su-ho por um longo tempo. No meio das provas finais, Si-eun recebe a notícia chocante e parte em busca de vingança contra Yeong-bin, Woo-young, Beom-seok e seus comparsas. Enquanto isso, o pai de Beom-seok tenta encobrir o caso, enviando o filho para o exterior. A temporada termina com Si-eun sendo transferido para outra escola, onde é confrontado por um novo aluno. |              |                               |                        |

### Classe 2 (2025)
| N.º na série | N.º na temp. | Título                        | Exibição original   |
| --- | ------------ | ----------------------------- | ------------------- |
| 9 | 1            | "Episode 1" "Episódio 1" (BR) | 25 de abril de 2025 |
| Si-eun está tendo dificuldades para dormir. Ele visita Su-ho de vez em quando e acaba dormindo na escola. Jun-tae rouba o celular dele para impressionar Hyo-man, e Si-eun o chama de covarde. Depois, Si-eun visita Su-ho novamente e conta tudo o que está acontecendo. Jun-tae devolve todos os celulares que ele e seus amigos tinham roubado, incluindo o de Si-eun, mas quando Hyo-man descobre, começa a agredi-lo. Si-eun intervém na briga, dizendo a Hyo-man para não "passar dos limites". |              |                               |                     |
| 10 | 2            | "Episode 2" "Episódio 2" (BR) | 25 de abril de 2025 |
| Hyo-man começa a socar e chutar Si-eun repetidamente, mas Si-eun se levanta toda vez. Gotak fica sabendo da confusão e interrompe a briga, intimidando Hyo-man. Depois, Gotak descobre os boatos sobre o motivo da transferência de Si-eun para a Eunjang, mas aparentemente não acredita neles. Hyo-man então arma para provocar uma briga entre Si-eun e Gotak: ele diz para Si-eun que Gotak quer lutar com ele, destrói o clube do time de basquete e prende Jun-tae no armário do clube. Si-eun consegue libertar Jun-tae, e então Hyo-man avisa Gotak que Si-eun quer conversar com ele no clube. Quando Si-eun sai do clube, Gotak entra e vê o lugar destruído. Eles acabam brigando, mas logo depois a gangue de Hyo-man ataca Gotak enquanto Hyo-man agride Si-eun com um taco de beisebol. Alguém aparece e interrompe a briga. |              |                               |                     |
| 11 | 3            | "Episode 3" "Episódio 3" (BR) | 25 de abril de 2025 |
| Baku salva Gotak, Si-eun e Jun-tae, acabando com Hyo-man e sua gangue, e Gotak pede desculpas a Si-eun. No dia seguinte, Si-eun, Gotak, Jun-tae e Baku são condenados a cumprir serviços comunitários, mesmo sem terem começado a briga. Si-eun é atacado no banheiro por Seong-je, que depois encara Baku em um confronto. Ao saber da luta entre Si-eun e Seong-je, Baku corre para verificar como Si-eun está. Na Baek-jin, que também é rápido no raciocínio, vence uma luta contra Hyo-man e sua gangue. Si-eun visita Su-ho no hospital e acaba sendo confrontado por Seong-je, que começa a ameaçá-lo de forma provocativa. |              |                               |                     |
| 12 | 4            | "Episode 4" "Episódio 4" (BR) | 25 de abril de 2025 |
| Seong-je leva Si-eun ao esconderijo da Associação, onde ele se reúne com Baek-jin. Si-eun avisa Baek-jin para não ir nem mandar ninguém ao hospital onde Su-ho está internado. Depois, ele ajuda Baek-jin a resolver um problema de matemática que o último estava com dificuldade. Ao sair, Seong-je ameaça Si-eun mais uma vez. Baek-jin envia alguns capangas ao restaurante do pai de Baku, usando identidades falsas, o que deixa o pai de Baku furioso. Um dos capangas entrega a Baku uma mensagem de Baek-jin, pouco antes de ele mesmo ligar para Baku. Si-eun conta a Gotak, Jun-tae e Baku que encontrou Baek-jin e pede que o deixem em paz. Mesmo assim, alguns membros da Associação o cercam, mas lembram da ordem de Baek-jin para não mexerem com Si-eun. Esses mesmos membros da Associação veem Gotak e Jun-tae andando sozinhos e chamam Seong-je. Ele os confronta, e Gotak manda Jun-tae fugir. Os capangas da Associação pegam Jun-tae enquanto ele fala ao telefone com Si-eun, que corre para socorrê-lo. Seong-je e a gangue levam Gotak e Jun-tae para o terraço, enquanto Baku se encontra com Baek-jin. Baek-jin conta seu plano a Baku, que corre de volta para ajudar Gotak e Jun-tae depois de enfrentar vários membros da Associação. Seong-je espanca Gotak, mas Si-eun chega a tempo. Após uma luta brutal, Si-eun vence Seong-je, mas acaba desmaiando no processo. Baku finalmente chega enquanto Si-eun começa a conversar com Su-ho em sua mente. |              |                               |                     |
| 13 | 5            | "Episode 5" "Episódio 5" (BR) | 25 de abril de 2025 |
| Baku se sente culpado por Gotak, Jun-tae e Si-eun, acreditando que ele é o motivo dos ferimentos deles. Si-eun tenta convencer Baku a não entrar nesse ciclo de violência, mas sim a quebrá-lo. Enquanto a gangue está relaxando no playground, Baku é chamado novamente à delegacia porque a gangue de Baek-jin armou para que o pai dele fosse acusado de fornecer bebidas a estudantes menores de idade.. Pressionado e sem saída, Baku acaba aceitando a oferta da Associação. Enquanto isso, após uma briga com sua mãe abalada, Si-eun decide estudar no exterior pelo resto do ensino médio. No aeroporto, enquanto espera o voo, Jun-tae liga para Si-eun para dizer que o que aconteceu com o amigo não foi culpa dele. Com isso, Si-eun decide ficar na Coreia com os amigos. |              |                               |                     |
| 14 | 6            | "Episode 6" "Episódio 6" (BR) | 25 de abril de 2025 |
| Si-eun, Jun-tae e Gotak procuram por Baku, que decidiu trabalhar com Baek-jin para manter a paz, embora esteja tendo dificuldades para aceitar essa situação. Hyo-man revela que a Daesung Bikes está envolvida no roubo de bicicletas, vendendo-as sem registro e depois as roubando novamente usando chaves sobressalentes. Enquanto Si-eun confronta Baek-jin, pedindo que deixe Baku em paz, Gotak e Jun-tae invadem a Daesung Bikes, encontram uma lista de veículos ilegais e a levam. Mais tarde, Baek-jin mostra essa gravação para Si-eun e avisa que seus capangas estão a caminho para atacá-los. Si-eun corre para ajudar, mas no meio do caminho recebe uma ligação do hospital onde Ahn Su-ho está, informando que ele está em estado crítico. Chocado, Si-eun para no meio da rua e é atingido por um veículo que se aproxima. |              |                               |                     |
| 15 | 7            | "Episode 7" "Episódio 7" (BR) | 25 de abril de 2025 |
| Baku desiste de trabalhar para Baek-jin e corre para salvar Gotak e Jun-tae, enfrentando os atacantes e quase perdendo o controle até que Jun-tae recebe uma ligação sobre o acidente de Si-eun. Eles correm para o hospital e ficam devastados ao ver Si-eun desacordado; depois que ele é levado para um quarto, a mãe aflita pede para que eles se afastem de seu filho. Jun-tae tenta levar a lista das bicicletas ilegais para a polícia, mas o caso é rejeitado por falta de provas, e ele é capturado e espancado pela gangue de Baek-jin, recusando-se a trair os amigos mesmo assim. Seong-je o salva de mais agressões e liga para Baku buscá-lo. O pai de Baku, vendo a luta do filho, devolve o dinheiro que havia dado e diz para ele não se preocupar, fazendo Baku desabar em lágrimas pela situação de Si-eun. No dia seguinte, Baku vai à escola de Baek-jin com um megafone e desafia publicamente a Associação, declarando que, se a Eunjang vencer, eles devem se dissolver. Enquanto espera do lado de fora do quarto de Si-eun, a mãe dele se desculpa e o convida a entrar. Enquanto isso, Si-eun, ainda inconsciente, sonha com Oh Beom-seok avisando que tudo só levará à dor, mas acorda chamando por Su-ho. Ele recebe a notícia de que Su-ho está bem. Jun-tae chora ao saber que Si-eun está bem, e Si-eun pergunta por Baek-jin. |              |                               |                     |
| 16 | 8            | "Episode 8" "Episódio 8" (BR) | 25 de abril de 2025 |
| Si-eun começa a planejar a luta de forma estratégica, usando táticas de dividir para conquistar e expondo as finanças secretas da Associação com a ajuda de Seong-je. No dia do confronto, Seong-je liga para Si-eun dizendo que tem mais provas, mas acaba traindo-o e quase o incapacita. Com a ajuda de Jun-tae, Si-eun consegue voltar ao local do confronto, onde uma luta feroz acontece entre a Eunjang e a Associação. Baku quase derrota Baek-jin, mas este contra-ataca e o derruba no chão. Quando Baek-jin declara vitória, Si-eun reaparece e uma batalha brutal começa. Enquanto Si-eun é derrotado, Baku se levanta e acaba vencendo Baek-jin. Baek-jin desaparece, e logo depois Su-ho acorda, se reencontrando com Si-eun. Na cena pós-créditos, o dono da pista de boliche se aproxima de Seong-je como substituto de Baek-jin, e Baku junto com a gangue são vistos chorando no funeral de Baek-jin. |              |                               |                     |

## Produção

### Desenvolvimento
Em maio de 2021, a Jaedam Media anunciou que havia firmado um acordo com a Playlist Studio para coproduzir uma adaptação dramática do popular webtoon Weak Hero, publicado no Naver. Depois, foi confirmado que a Shortcake, estúdio cofundado pelo diretor e roteirista Han Jun-hee (conhecido por D.P. da Netflix), também participaria da produção da obra. Yu Su-min, que havia ganhado recentemente o prêmio de Melhor Filme no Mise-en-scène Short Film Festival, seria o diretor e roteirista da série, enquanto Han atuaria como diretor de criação. Para a coreografia de ação e cenas de luta, o diretor de artes marciais Heo Myeong-haeng (de Vincenzo) assumiria a direção, com Ahn Ji-Hye (de Squid Game) como diretora de arte. A trilha sonora original ficaria a cargo do produtor Primary.
Para criar a atmosfera sombria e fria que marca o personagem principal, Park Ji-hoon se inspirou na atuação de Won Bin em The Man from Nowhere (2010) e também em Kwon Sang-woo em Once Upon a Time in High School (2004). O clímax do final do oitavo episódio é uma homenagem direta à cena final deste último filme. Para dar a aparência frágil de Si-eun, Park ainda perdeu mais de 4,5 kg de massa muscular. O elenco passou vários meses em uma escola de artes marciais para poder filmar com segurança as intensas cenas de ação. Após o sucesso da série, o elenco e a equipe fizeram uma viagem de recompensa de cinco dias para Nha Trang, no Vietnã.

### Seleção do elenco

#### Classe 1
Em uma entrevista à imprensa no dia 30 de novembro de 2022, o diretor Han Jun-hee falou detalhadamente sobre o processo de seleção do elenco para a produção. Han já havia afirmado que queria "convidar atores que tivessem muita força de vontade e pudessem liderar a próxima geração dos dramas e filmes coreanos."
Ele explicou que Park Ji-hoon, Choi Hyun-wook, Hong Kyung, Shin Seung-ho e Lee Yeon eram todos atores novos, e que via a produção como uma oportunidade para apresentá-los a um público maior e impulsionar suas carreiras. Sobre a escolha de Park como protagonista, Han revelou que o ator-idol foi inicialmente sugerido por Lee Myung-jin, CEO e cofundador da Shortcake. Lee ficou impressionado com a atuação de Park em At a Distance, Spring Is Green (2021), e Han também se surpreendeu ao assistir. Depois de analisar outros trabalhos e entrevistas do ator, Han se convenceu de que Park tinha versatilidade para mostrar diferentes lados e quis descobrir se um deles poderia ser o de um estudante comum no final da adolescência. Acredita-se que o diretor Yu tenha sentido algo parecido quando a sugestão foi levada a ele. Han ainda elogiou Park como "o único ator na casa dos 20 anos capaz de passar essa energia" e destacou sua ótima postura e simpatia com a equipe no set. Sobre a escolha de Choi, Han disse que o viu pela primeira vez em Taxi Driver (2021) e ficou curioso, mas foi sua participação em Racket Boys (2021) que o fez escalar imediatamente, pois achava que Choi seria um ator difícil de conseguir. No geral, Han afirmou que foi uma questão de intuição e que se sentiu sortudo por ter conseguido esse elenco para a série.

#### Classe 2
Na segunda temporada, Park Ji-hoon reprisa seu papel como protagonista, ao lado de Ryeoun, Choi Min-young, Yoo Su-bin, Bae Na-ra, Lee Min-jae e Lee Jun-young.

### Divulgação
Em 22 de setembro de 2022, o trailer oficial foi lançado no site do Festival Internacional de Cinema de Busan, no canal do YouTube do festival e no canal do YouTube da Wavve. O segundo trailer e o pôster foram divulgados em 7 de novembro. Como patrocinadora oficial da 27ª edição do Festival Internacional de Cinema de Busan, a Wavve instalou diversos estandes de marca, incluindo uma área para fotos com o tema da série na Praia de Haeundae. No dia da estreia no 27º BIFF, o diretor Yoo Soo-min, o diretor criativo Han Jun-hee e os atores Park Ji-hoon, Choi Hyun-wook, Hong Kyung, Shin Seung-ho e Lee Yeon participaram do evento de bate-papo aberto realizado no Busan Cinema Center, no distrito de Haeundae.
A coletiva de imprensa e a apresentação da produção da série foram realizadas em 16 de novembro de 2022, no CGV Yongsan I-Park Mall, em Seul.
Para marcar a estreia de sua nova produção original, a Wavve realizou o maior evento de desconto em ingressos da sua história. Durante 13 dias, a partir das 10h (KST; horário da Coreia) no dia do lançamento, a plataforma vendeu passes anuais com 41% de desconto, sendo esta a primeira vez que o passe de 12 meses para todos os seus planos foi oferecido com preço promocional.
Um vídeo de coreografia para a segunda música tema, "Brass Knuckle", foi lançado em 15 de dezembro de 2022 pelo Prime Kingz, uma equipe masculina mundialmente renomada de crump dance.
Em abril de 2025, o elenco da segunda temporada da produção concedeu uma entrevista para a ABS-CBN News, das Filipinas.

## Lançamento
Em fevereiro de 2022, a Wavve revelou sua programação de trinta produções para o ano, incluindo Weak Hero, que estava programada para ser lançada no segundo semestre de 2022.
A série estreou no 27º Festival Internacional de Cinema de Busan, na seção "Onscreen", em 7 de outubro de 2022, onde três dos oito episódios foram exibidos em estreia mundial, com reprises nos dias 8 e 11 de outubro. Todos os episódios foram lançados exclusivamente em novembro. Os ingressos para a estreia mundial no dia 7 de outubro esgotaram em apenas dois minutos.
A série foi lançada com exclusividade na Wavve às 11h (KST; horário da Coreia) no dia 18 de novembro de 2022, com classificação indicativa para maiores de 18 anos. O drama foi transmitido simultaneamente em diversas plataformas, incluindo Viki (Estados Unidos), iQIYI (Estados Unidos e Taiwan), Kocowa (Estados Unidos), Prime Video, Comcast, Google TV e The Roku Channel. Em dezembro de 2022, a Viki — plataforma especializada em conteúdo asiático — confirmou também a exibição da série na Europa, Oceania, Oriente Médio e Índia, após o lançamento nos Estados Unidos.
Em dezembro de 2023, foi confirmado que a segunda temporada seria lançada pela Netflix. Um teaser foi divulgado em 1º de abril de 2025, revelando que a estreia da nova temporada aconteceria em 25 de abril de 2025.

## Recepção

### Audiência
A popularidade de Weak Hero cresceu principalmente graças ao boca a boca e pelos comentários positivos nas redes sociais e comunidades digitais. A produção se tornou um sucesso da noite para o dia, rapidamente alcançando o primeiro lugar entre os títulos mais assistidos por assinantes pagantes da Wavve já no dia da estreia. No exterior, também obteve uma nota de 9,9 por meio das plataformas iQIYI, Kocowa e Viki, além de receber elogios da crítica especializada. De acordo com dados da Good Data Corporation, a série ficou em primeiro lugar por quatro semanas seguidas na categoria de assuntos mais comentados entre os conteúdos de streaming (categoria 'OTT Topics'). Segundo a Wavve, Weak Hero foi a primeira produção a entrar no Top 3 da Kocowa em tempo de exibição e permaneceu no Top 10 da iQIYI em Taiwan e na América do Norte. A série também alcançou o segundo lugar no ranking da terceira semana de novembro (19 a 25), segundo dados do Kinolights, site que reúne e analisa conteúdos de diversas plataformas de streaming.

### Resposta da crítica
Após ser exibida no 27º Festival Internacional de Cinema de Busan, Weak Hero foi avaliada como uma produção de alta qualidade em termos de roteiro, direção, atuação e trilha sonora, sendo considerada um dos títulos mais aguardados da segunda metade do ano.
Kim Seong-hyun, do YTN, considerou Weak Hero "a obra mais marcante entre os inúmeros conteúdos lançados este ano", sendo elogiada pelo "equilíbrio certeiro de forças entre os personagens, mostrado pelos três atores, e pelos diferentes encantos que eles adicionam a uma trama densa e cheia de reviravoltas imprevisíveis", destacando ainda as cenas de ação de alta intensidade, que "transbordam impacto e, ao mesmo tempo, se mantêm ancoradas na realidade", e a trilha sonora de Primary, "repleta de melodias líricas e sensuais". Sudarshana Ganguly, do The Telegraph India, classificou a série como o melhor drama da semana e atribuiu uma nota de 4,5/5 estrelas, afirmando que Weak Hero "se destaca pelo realismo impressionante. Não mostra um vingador redentor, mas sim personagens falhos, que muitas vezes acabam presos no mesmo ciclo que tentam romper." Ela elogiou Park Ji-hoon por sua "atuação sutil, com destaque para suas expressões e entrega de emoções contidas", e Choi Hyun-wook por seu "personagem carismático que se destaca por si só". Escrevendo para a Forbes, Joan MacDonald opinou que o drama "oferece muitas surpresas e um desenvolvimento de personagens interessante. Intenso, acelerado e bem atuado, é um retrato de como o bullying pode ser devastador." Kim Soo-hyun, do The Chosun Ilbo, destacou como pontos fortes da série a história realista envolvendo Si-eun, Su-ho e Beom-seok, as cenas de ação criativas e originais, como nunca se viu antes, a atuação dos três protagonistas (Park Ji-hoon, Choi Hyun-wook e Hong Kyung), que já se firmaram como "atores de primeira" entre os novos talentos da dramaturgia coreana, além da direção marcante. Kim finaliza afirmando que Weak Hero é "a melhor produção da segunda metade de 2022". Park Jin-young, da JoyNews24, escreveu que a série "reforça o senso de realidade ao abordar dilemas que todo mundo já enfrentou na adolescência, como os laços de amizade, a busca por pertencimento e o desejo de seguir em frente em busca de um futuro melhor." Gong Hee-jeong, crítica de dramas, comentou: "Apesar das cenas de ação serem eletrizantes e até chocantes, o que mais se destaca é como a série vai além da violência entre adolescentes e faz refletir sobre as falhas dos adultos, ao explorar de forma profunda a perspectiva e os sentimentos internos de cada personagem." O crítico cultural Jung Deok-hyeon analisou: "No exato momento em que você começa a pensar qual será o próximo conflito, uma nova imersão acontece à medida que os problemas nas relações entre os jovens começam a explodir." Vários meios de comunicação coreanos apelidaram o personagem Ahn Su-ho, interpretado por Choi Hyun-wook, de "Lutador da Lealdade".

### Prêmios e indicações
| Prêmio                                   | Ano  | Categoria                         | Recipiente(s)                  | Resultado | Ref.   |
| ---------------------------------------- | ---- | --------------------------------- | ------------------------------ | --------- | ------ |
| Asia Contents Awards & Global OTT Awards | 2023 | Melhor Ator Revelação             | Park Ji-hoon                   | Indicado  | [ 46 ] |
| Asia Contents Awards & Global OTT Awards | 2023 | Melhor OTT Original               | Weak Hero (primeira temporada) | Venceu    | [ 47 ] |
| Baeksang Arts Awards                     | 2023 | Melhor Ator Revelação – Televisão | Hong Kyung                     | Indicado  | [ 48 ] |
| Blue Dragon Series Awards                | 2023 | Melhor Drama                      | Weak Hero (primeira temporada) | Indicado  | [ 49 ] |
| Blue Dragon Series Awards                | 2023 | Melhor Ator Revelação             | Park Ji-hoon                   | Venceu    | [ 50 ] |
| Blue Dragon Series Awards                | 2023 | Prêmio Whynot                     | Choi Hyun-wook                 | Venceu    | [ 51 ] |
| Korea Drama Awards                       | 2023 | Melhor Ator Revelação             | Park Ji-hoon                   | Venceu    | [ 52 ] |